# Verduno
Verduno (piemontesisch Vërdun) ist eine Gemeinde in der italienischen Provinz Cuneo (CN), Region Piemont. 

## Lage und Einwohner
Verduno liegt rund 50 km nordöstlich von der Provinzhauptstadt Cuneo entfernt. Das Gemeindegebiet umfasst eine Fläche von 7,16 km² und hat 567 Einwohner (Stand 31. Dezember 2023). Die Nachbargemeinden sind Bra, La Morra, Roddi und Santa Vittoria d’Alba. Der erhöht gelegene Aussichtspunkt (Belvedere) direkt neben der Pfarrkirche San Michele Arcangelo bietet eine Panoramasicht auf die umliegenden Gemeinden.

## Wein
180 Hektar des Gemeindegebiets von Verduno bestehen aus Rebflächen. Davon entfallen 99 Hektar auf Barolo, 25 Hektar auf Barbera Nera und 24 Hektar auf Dolcetto. Die restlichen 32 Hektar entfallen auf andere Rebsorten, von denen sicherlich der Verduno Pelaverga, ein heller Rotwein mit DOC-Status der bedeutendste ist.

## Sehenswürdigkeiten
- Pfarrkirche San Michele Arcangelo, erbaut 1708, mit in Sichtmauerwerk gestalteten Fassaden
- Wallfahrtskirche Beato Sebastiano Valfrè, erbaut 1940 im Stil des Historismus, benannt nach dem Presbyter Sebastiano Valfrè (* 9. März 1629 in Verduno; † 30. Januar 1710 in Turin). Valfrè war als Geistlicher insbesondere während der 117 Tage andauernden Belagerung von Turin 1706 durch französische Truppen während des Spanischen Erbfolgekriegs aktiv und wurde 1834 von der katholischen Kirche seliggesprochen. Nach „Beato Valfrè“ ist in Verduno zudem die Straße benannt, die zur Wallfahrtskirche führt.

Verduno, Blick von Süden
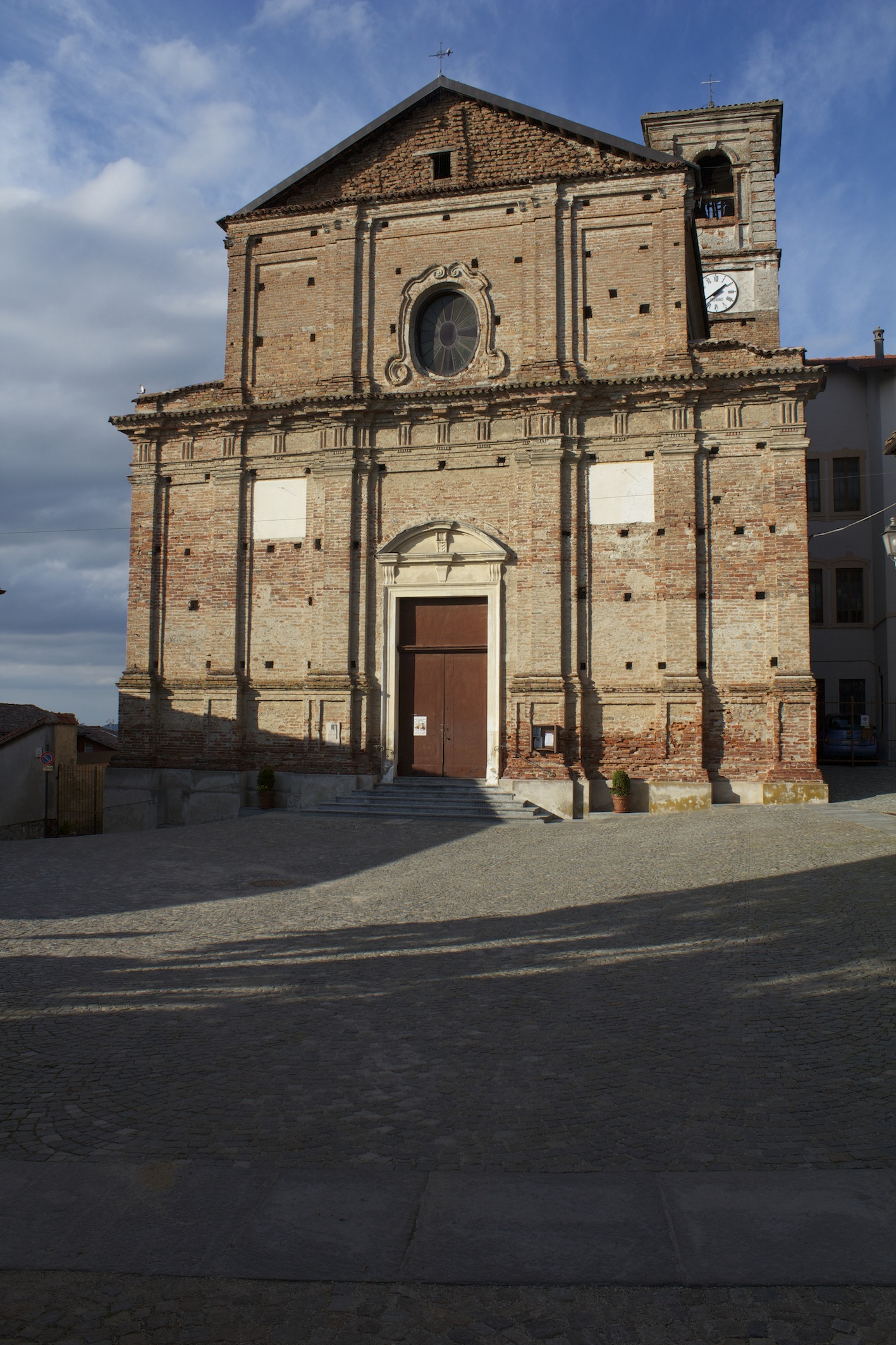
Pfarrkirche San Michele Arcangelo, erbaut 1708
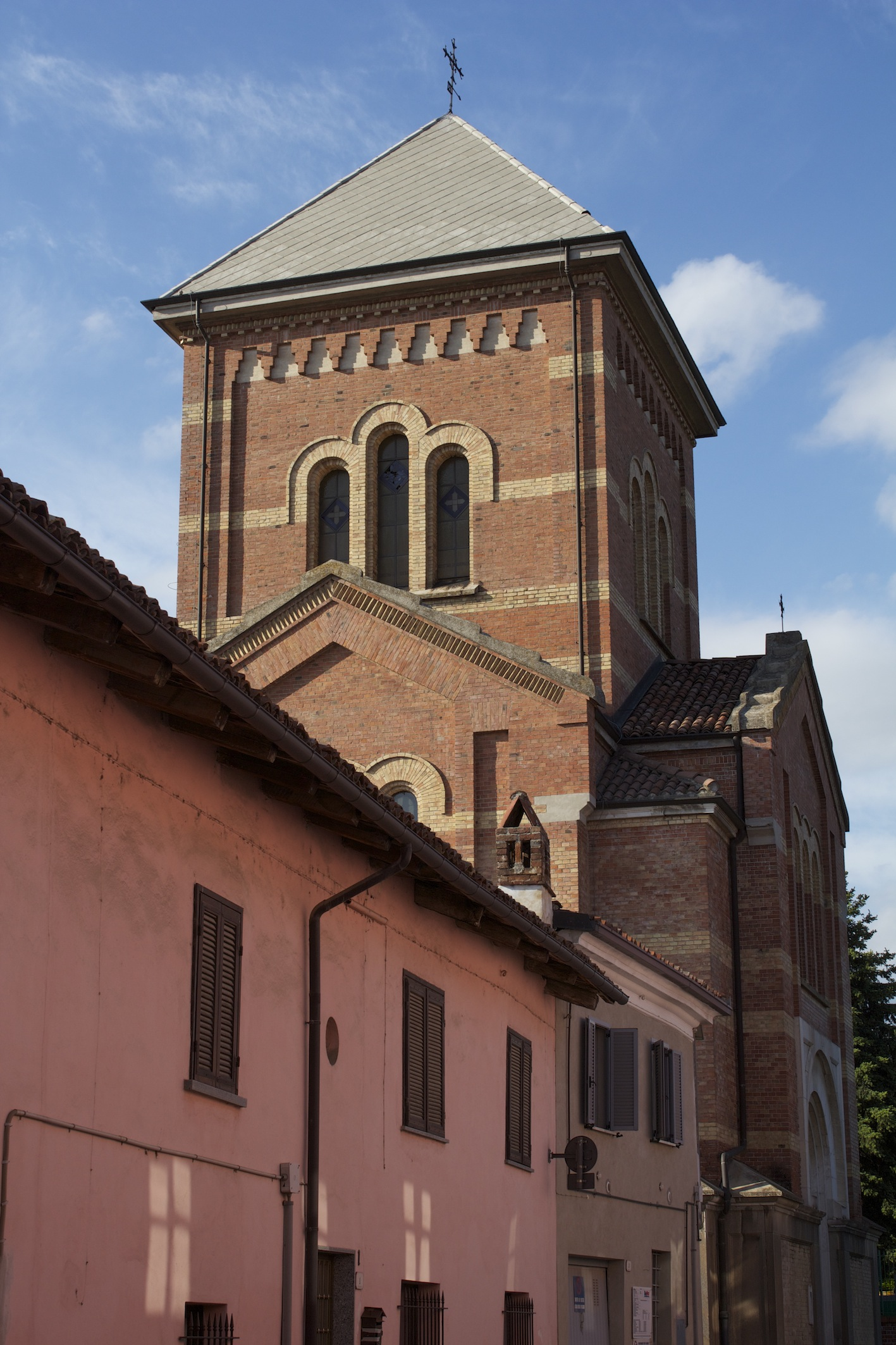
Wallfahrtskirche Beato Sebastiano Valfrè, erbaut 1940
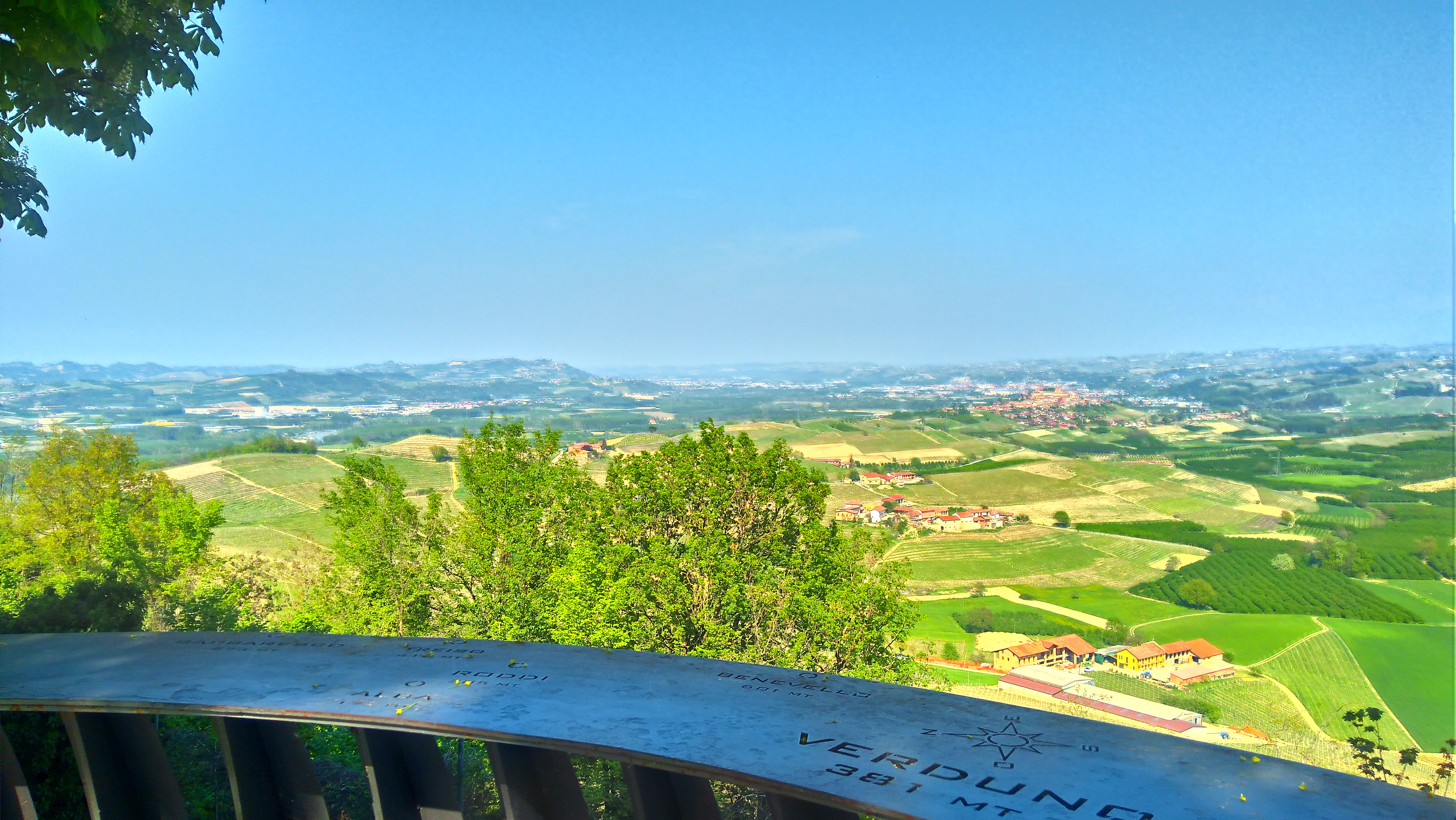
Aussicht vom Belvedere